# 中国共产党第十九届中央委员会第四次全体会议
中国共产党第十九届中央委员会第四次全体会议，简称中共十九届四中全会，于2019年10月28日至31日在北京举行，中国共产党中央政治局主持会议。

## 背景
由於2018年1月修憲前加開了二中全會，以及2月的三中全會，按照慣例四中全會應該在同年9-10月召開，因此外界部分媒体猜测是因为中美贸易战的爆發使得中共中央一直無法確定日期。直到2019年8月30日的中共中央政治局会议上，中共中央总书记习近平主持会议，会议决定2019年10月在北京召开中国共产党第十九届中央委员会第四次全体会议，並於2019年10月24日的中共中央政治局会议决定具體日期。
經濟方面，受中美贸易战影響導致中國經濟下行，2019年第三季度GDP同比增速創下自1992年以来的季度GDP同比增速最低值6%，此外受非洲豬瘟蔓延，中國養豬業、玉米產業亦受到重創。國務院總理李克強在陝西省考察時發出「實體經濟困難突出，國內需求疲弱，一些食品因供求關係變化價格上升，一些地方發展動力不足」的警示。
政治方面，据法廣援引《蘋果日報》的报道称由於中美贸易战前景未明，加上香港特區政府修訂《逃犯條例》引發的反對逃犯條例修訂草案運動，一并對2020年台灣大選造成衝擊的形勢下，中共黨內的分歧不斷加大，有消息指出反習勢力希望借此機會逼習近平下台，而习近平在9月3日中共中央党校中青干部培训班上大谈「斗争」，十一當天，在党刊《求是》发表文章称要“敢于进行自我革命，敢于刀刃向内，敢于刮骨疗伤，敢于壮士断腕，防止祸起萧墙”；尼泊爾外訪時，更是罕见地表示“任何人企图在中国任何地区搞分裂，结果只能是粉身碎骨”。

## 会议内容

### 听取和讨论
- 中共中央总书记习近平代表中共中央政治局向十九届中央委员会作的工作报告
- 习近平就《中共中央关於坚持和完善中国特色社会主义制度、推进国家治理体系和治理能力现代化若干重大问题的决定》（讨论稿）的说明

### 审议通过
- 《中共中央关於坚持和完善中国特色社会主义制度、推进国家治理体系和治理能力现代化若干重大问题的决定》[4][5]。会议提出：[1]

#### 党的领导
- 坚持党领导一切，维护党中央权威。
- 健全总揽全局、协调各方的党的领导制度体系。
- 建立不忘初心、牢记使命的制度，完善坚定维护党中央权威和集中统一领导的各项制度。
- 健全提高党的执政能力和领导水平制度，完善全面从严治党制度。

#### 民主政治
- 坚持人民的主体地位，走中国特色社会主义政治发展道路。
- 确保人民依法通过各种途径和形式管理国家事务。
- 坚持和完善人民代表大会制度这一根本政治制度。
- 坚持和完善中国共产党领导的多党合作和政治协商制度、民族区域自治制度，健全基层群众自治制度。

#### 法治体系
- 全面推进依法治国，坚持依法治国、依法执政、依法行政共同推进。
- 坚持法治国家、法治政府、法治社会一体建设。
- 健全保证宪法全面实施的体制机制，完善相应的立法体制机制
- 健全社会公平正义法治保障制度，加强对法律实施的监督。

#### 行政体制
- 坚持一切行政机关为人民服务、对人民负责、受人民监督。
- 创新行政方式，提高行政效能，建设人民满意的服务型政府。
- 优化政府职责体系，优化政府组织结构。
- 健全充分发挥中央和地方两个积极性体制机制。

#### 经济制度
- 充分发挥市场在资源配置中的决定性作用，更好发挥政府作用。
- 全面贯彻新发展理念，坚持以供给侧结构性改革为主线，加快建设现代化经济体系。
- 巩固和发展公有制经济，鼓励、支持和引导非公有制经济的发展。
- 坚持以劳分配为主体、多种分配方式并存的分配方式。
- 加快完善社会主义市场经济体制，完善科技创新体制机制，建设更高水平开放型经济新体制。

#### 文化制度
- 坚定文化自信，牢牢把握社会主义先进文化前进方向。
- 激发全民族的文化创造活力，更好构筑中国精神、中国价值、中国力量。
- 坚持马克思主义在意识形态领域指导地位的根本制度，坚持以社会主义核心价值观引领文化建设制度。
- 健全人民文化权益保障制度，完善坚持正确导向的舆论引导工作机制。
- 建立健全把社会效益放在首位、社会效益和经济效益相统一的文化创作生产体制机制。

#### 民生保障
- 健全幼有所育、学有所教、劳有所得、病有所医、老有所养、住有所居、弱有所扶等方面国家基本公共服务制度体系。
- 加强普惠性、基础性、兜底性民生建设，保障群众基本生活。
- 满足人民多层次多样化需求，使改革发展成果更多更公平惠及全体人民。
- 健全有利于更充分更高质量就业的促进机制，构建服务全民终身学习的教育体系，完善覆盖全民的社会保障体系，强化提高人民健康水平的制度保障。
- 坚决打赢脱贫攻坚战，建立解决贫困的长效机制。

#### 社会治理
- 完善党委领导、政府负责、民主协商、社会协同、公众参与、法治保障、科技支撑的社会治理体系。
- 建设人人有责、人人尽责、人人享有的社会治理共同体。
- 确保人民安居乐业、社会安定有序，建设更高水平的平安中国。
- 完善正确处理新形势下人民内部矛盾的有效机制，完善社会治安防控体系，健全公共安全体制机制，构建基层社会治理新格局，完善国家安全体系。

#### 生态文明
- 践行绿水青山就是金山银山的理念。
- 坚持节约资源和保护环境的基本国策，坚持节约优先、保护优先、自然恢复为主的方针。
- 坚定走生产发展、生活富裕、生态良好的文明发展道路，建设美丽中国。
- 实行最严格的生态环境保护制度，全面建立资源高效利用制度，健全生态保护和修复制度，严明生态环境保护责任制度。

#### 党指挥枪
- 确立习近平强军思想在国防和军队建设中的指导地位。
- 巩固和拓展深化国防和军队改革成果，构建中国特色社会主义军事政策制度体系，全面推进国防和军队现代化。
- 坚持人民军队最高领导权和指挥权属于党中央，健全人民军队党的建设制度体系。

#### 一国两制
- 严格依照宪法和基本法对香港特别行政区、澳门特别行政区实行管治[12]。
- 维护香港、澳门长期繁荣稳定。
- 建立健全特别行政区维护国家安全的法律制度和执行机制。
- 推进祖国和平统一进程，完善促进两岸交流合作、深化两岸融合发展。

#### 外交政策
- 统筹国内国际两个大局，高举和平、发展、合作、共赢旗帜。
- 维护国家主权、安全、发展利益，维护世界和平、促进共同发展。
- 健全党对外事工作领导体制机制，完善全方位外交布局。
- 推进合作共赢的开放体系建设，积极参与全球治理体系改革和建设。

#### 监督体系
- 健全党统一领导、全面覆盖、权威高效的监督体系。
- 增强监督严肃性、协同性、有效性，形成决策科学、执行坚决、监督有力的权力运行机制。
- 构建一体推进不敢腐、不能腐、不想腐体制机制。

#### 时间表
- 2021年，在各方面制度更加成熟更加定型上取得明显成效。
- 2035年，各方面制度更加完善，基本实现国家治理体系和治理能力现代化。
- 2049年，全面实现国家治理体系和治理能力现代化，使中国特色社会主义制度更加巩固、优越性充分展现。

### 人事
- 递补中央委员会候补委员马正武、马伟明为中央委员会委员。[1]
- 追认中央政治局先前作出的给予刘士余留党察看二年的处分。[1]

## 評價
四中全会公报发布后，人民日報社論指出，《中共中央关於坚持和完善中国特色社会主义制度、推进国家治理体系和治理能力现代化若干重大问题的决定》是完善和发展中国国家制度和治理体系的纲领性文件，准确把握中国国家制度和国家治理体系的演进方向和规律，突出坚持和完善党的领导制度，抓住了国家治理的关键和根本，为坚持和完善中国特色社会主义制度、推进国家治理体系和治理能力现代化指明了努力方向，为推动各方面制度更加成熟更加定型明确了时间表、路线图。新華社評論充分肯定了中國共產黨治理国家取得的历史性成就，全面总结中國国家制度和国家治理体系的显著优势，明确了加强和完善国家治理必须坚持的基本原则以及总体目标、工作要求。
在台湾，中华民国大陆委员会表示，台湾民众坚定拒绝“一国两制”的信号明确，中共应认清台湾人民只认可中華民國与民主自由制度，还表示这份公报重申“一国两制”主张对港澳的重要性，但近期香港社会的反应已证明此制度的错误及失败；对于公报提出要“健全特别行政区维护国家安全的法律制度和执行机制”，中华民国大陆委员会表示值得关注进一步发展。
香港《蘋果日報》指出，此次會議不僅是中共全會上罕有地提及「一國兩制」，也是中共十九大以來首次提出「黨領導一國兩制」，相關段落引來高度關注，香港時評人劉銳紹則指出涉及港澳台部份是針對香港「反對逃犯條例修訂草案運動」，顯示中國大陸對港態度強硬，还指出未來對香港將會實施嚴刑峻法，包括基本法23條立法及在港成立國家安全委員會。資深大律師李柱銘則批評《公報》設涉及港澳部分完全違反《中英聯合聲明》。
旅美政治評論家陳破空認為：四中全会对习近平大为不利。其权力进一步衰落，从四中全会公报可见端倪。纵观四中全会及其公报，对习近平不是“坚定拥护”，而是勉强维护，不过是为了维护党的团结形象和政局稳定。中共文宣系统对习近平的报道和宣传采取了软着陆方式，分阶段降温。